# フェルディナント1世 (オーストリア皇帝)
フェルディナント1世（ドイツ語: Ferdinand I、1793年4月19日 - 1875年6月29日）は、オーストリア皇帝（在位：1835年3月2日 - 1848年12月2日）。ハンガリー国王としてはフェルディナーンド5世（ハンガリー語: V Ferdinánd、1830年9月28日 - 1848年12月2日）。
「善良帝（ドイツ語: der Gütige）」と呼ばれる。

## 生涯
1793年4月19日、最後の神聖ローマ皇帝フランツ2世とその皇后で両シチリア国王フェルディナンド1世の長女であるマリア・テレジアの長男として誕生した。姉にフランス皇帝ナポレオン1世の皇后マリア・ルイーザがいる。
1804年にオーストリア帝国が成立すると、ハプスブルク家史ならびにオーストリア史上初の皇太子となった。帝位は選帝侯によって選出される非世襲のものとする選挙君主制の建前から、神聖ローマ帝国には皇子や皇太子という身位は存在せず、したがってフェルディナント以前のハプスブルク一族は皇帝の息子であってもローマ王やオーストリア大公でしかなかった。

### 病弱な皇太子
一般的に曽祖父母の数は8人となるが、フェルディナントは4人の曽祖父母しか持たないという、いわゆる血統の崩壊が起きていた（詳しい家系図は後述）。そしておそらくはこの近親婚を原因とした、非常に病弱な体質を持って生まれたため、フェルディナントは生来蒲柳の質であった。
健常な状態の身体でないことは外見からもはっきりと見てとれたと言われている。また、フェルディナントの妹マリア・アンナも兄と同様の障害を負っていたと言われている。
フェルディナントの人生において彼を最も悩ませたのはてんかんの発作であり、そのせいで彼はしばしば意識を失うことがあった。脳への負担が大きいとされてチェスも許可され、ウィーンの民衆からは「Trottel（馬鹿）」というあだ名をつけられた。また、結婚も不可能だと考えられていた。

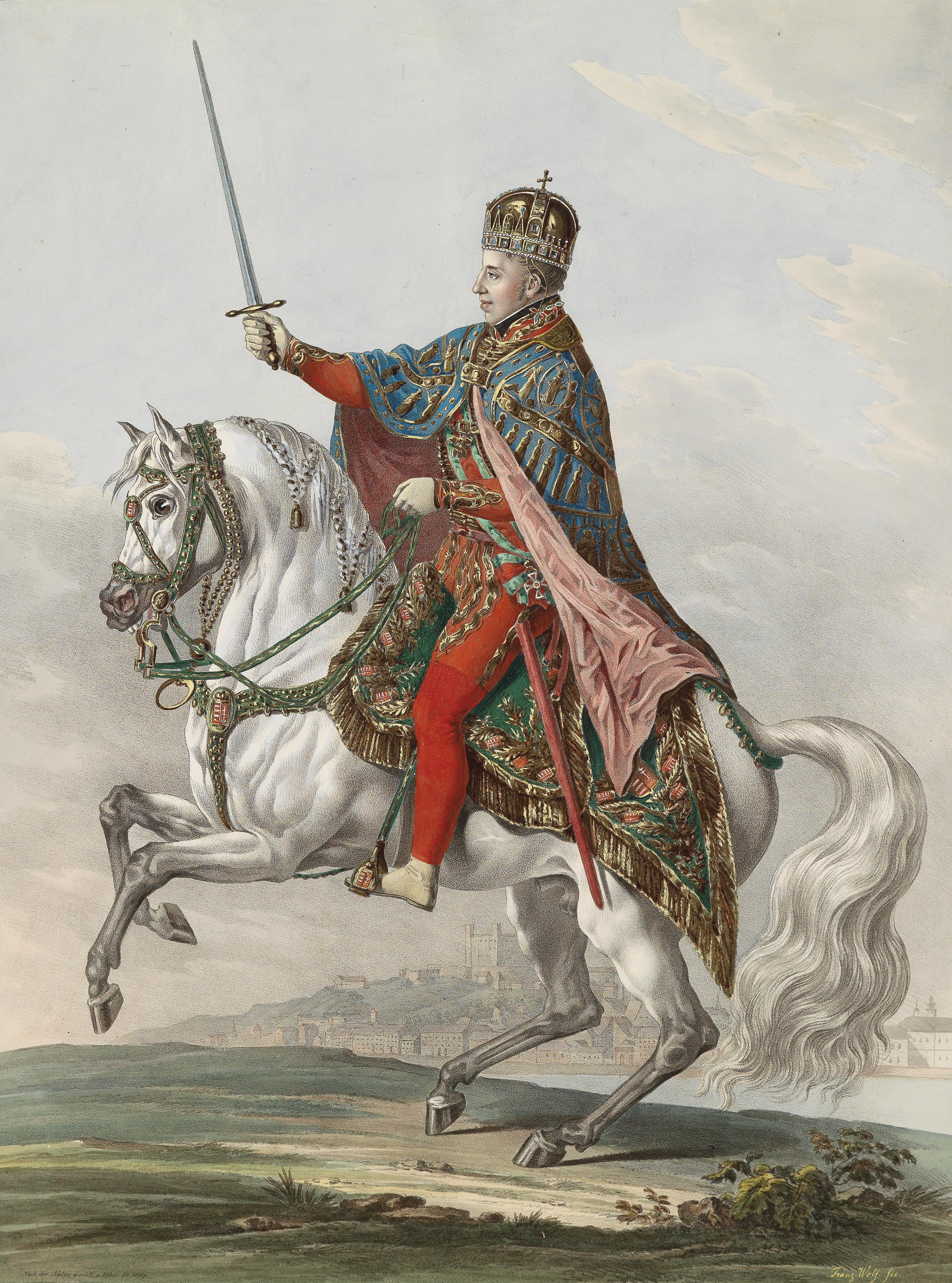
「ハンガリー王フェルディナーンド5世」として聖イシュトヴァーンの王冠を頭上に戴いて即位の儀式に臨むフェルディナント皇太子（1830年9月28日）

あまりの病弱さから帝位継承の実現が危ぶまれたが、相続順位法を遵守しようとした保守的なフランツ1世、次代に病弱な皇帝を戴くことで引き続き実権を握ろうとした宰相クレメンス・フォン・メッテルニヒの思惑が一致し、次期皇帝となることが確実となった。
1830年9月28日、プレスブルクでハンガリー国王ならびにクロアチア国王として戴冠した。父帝の存命中に王としての戴冠式が行われたことにより、神聖ローマ帝国においてローマ王が事実上の皇太子とされていたように、ハンガリー王位（とそれに付随するクロアチア王位）がオーストリア皇太子の兼ねる称号として再定義されたが、結果的にはフェルディナント一代限りのものとなり、英国のプリンス・オブ・ウェールズのように慣習として定着することはなかった。
1831年、サルデーニャ国王ヴィットーリオ・エマヌエーレ1世の三女マリア・アンナを妃に迎えたが、この結婚はもとより世継ぎの誕生を期待してのものではなく、次期皇帝としての体裁を整えるためのものであった。
1832年は、フェルディナントにとって生涯最悪の年だったといえる。8月9日、バーデン・バイ・ウィーンで肩を狙撃され、ショックで一時的に心停止に陥った。狙撃犯は死刑判決を受けたが、フェルディナントは父帝に掛け合い、終身刑に減刑させた。またクリスマスの頃には、きわめて深刻な発作を起こして生命の危機に陥った。12月19日に終油の秘蹟を授けられたほどだったが、どうにか持ちこたえた。

### 即位、秘密国家会議のもとでの治世

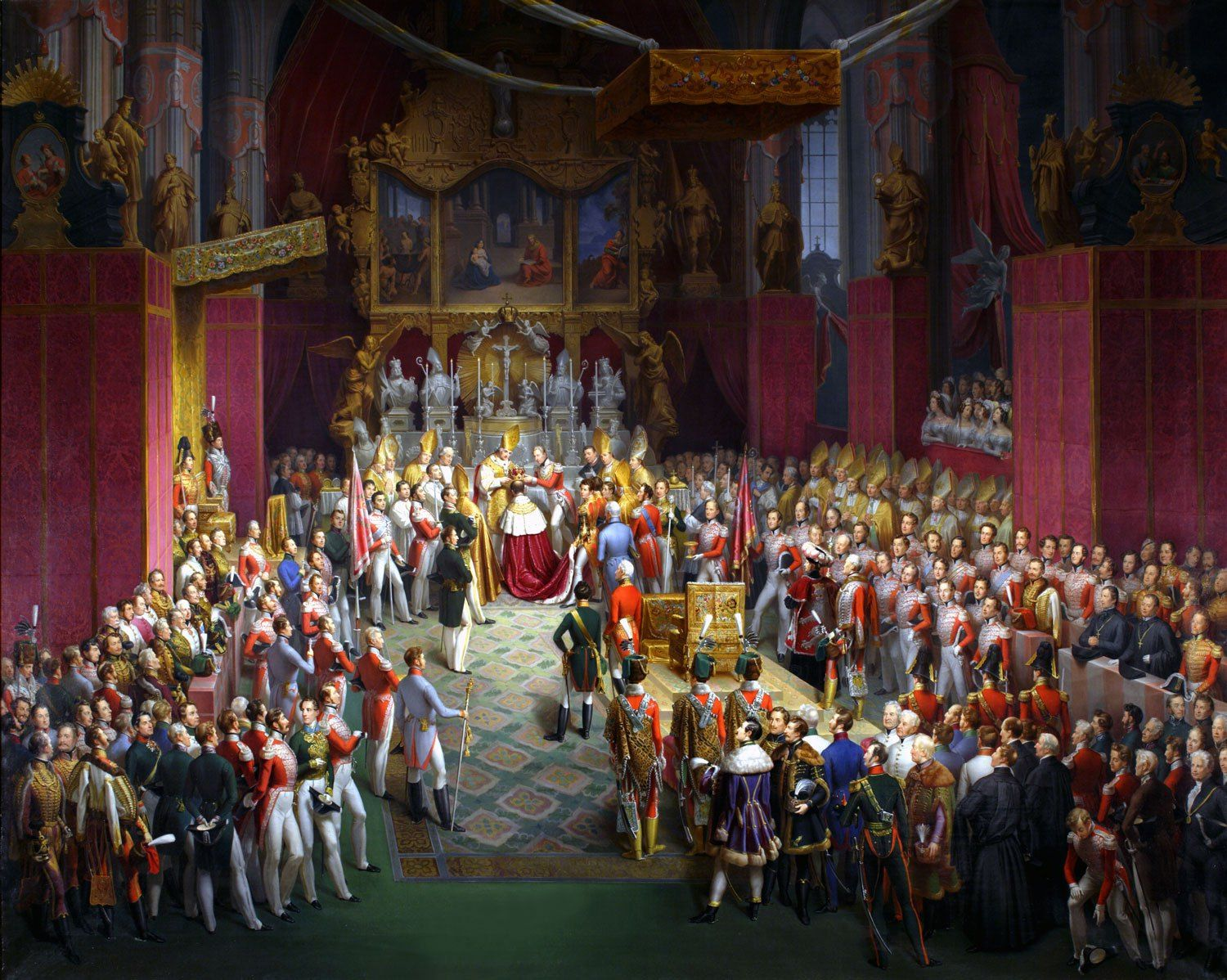
ボヘミア国王フェルディナンド5世としての戴冠（1836年）

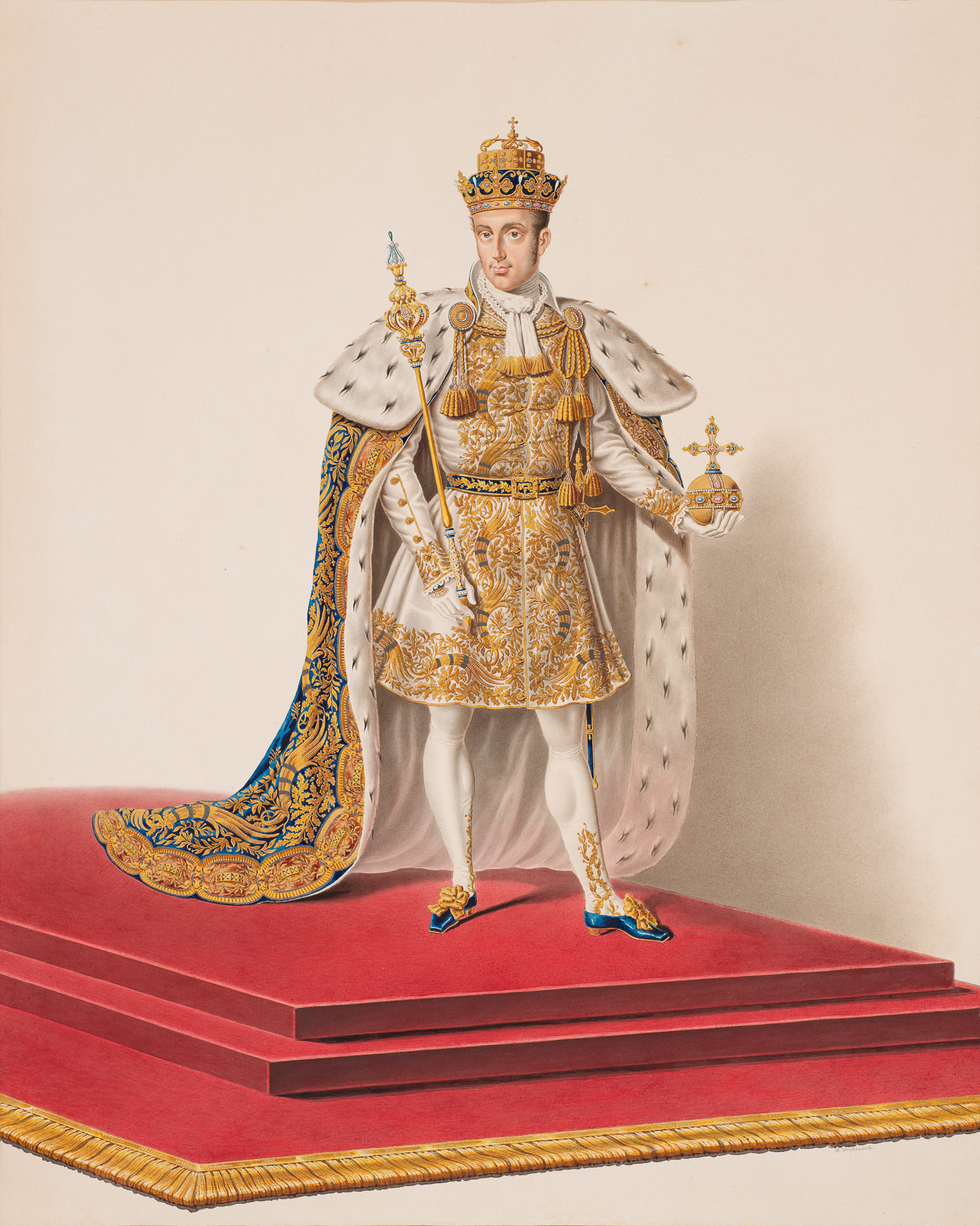
ロンバルド＝ヴェネト国王フェルディナンド1世としての戴冠（1838年）

1835年3月2日、父帝の崩御によってオーストリア帝位に即いた。1836年9月7日にプラハにおいてボヘミア国王として、1838年9月6日にはミラノにおいてロンバルド＝ヴェネト国王としての戴冠式を挙行した。
メッテルニヒは病弱なフェルディナント1世を補佐する機関として、新帝の叔父ルートヴィヒ大公、フランツ・アントン・フォン・コロヴラート＝リープシュタインスキー伯爵、新帝の弟フランツ・カール大公と自身の4人からなる秘密国家会議を設置した。会議を牛耳る宰相メッテルニヒが次々と差し出す書類に署名することが、フェルディナント1世の統治の全てだった。

### 1848年革命と譲位

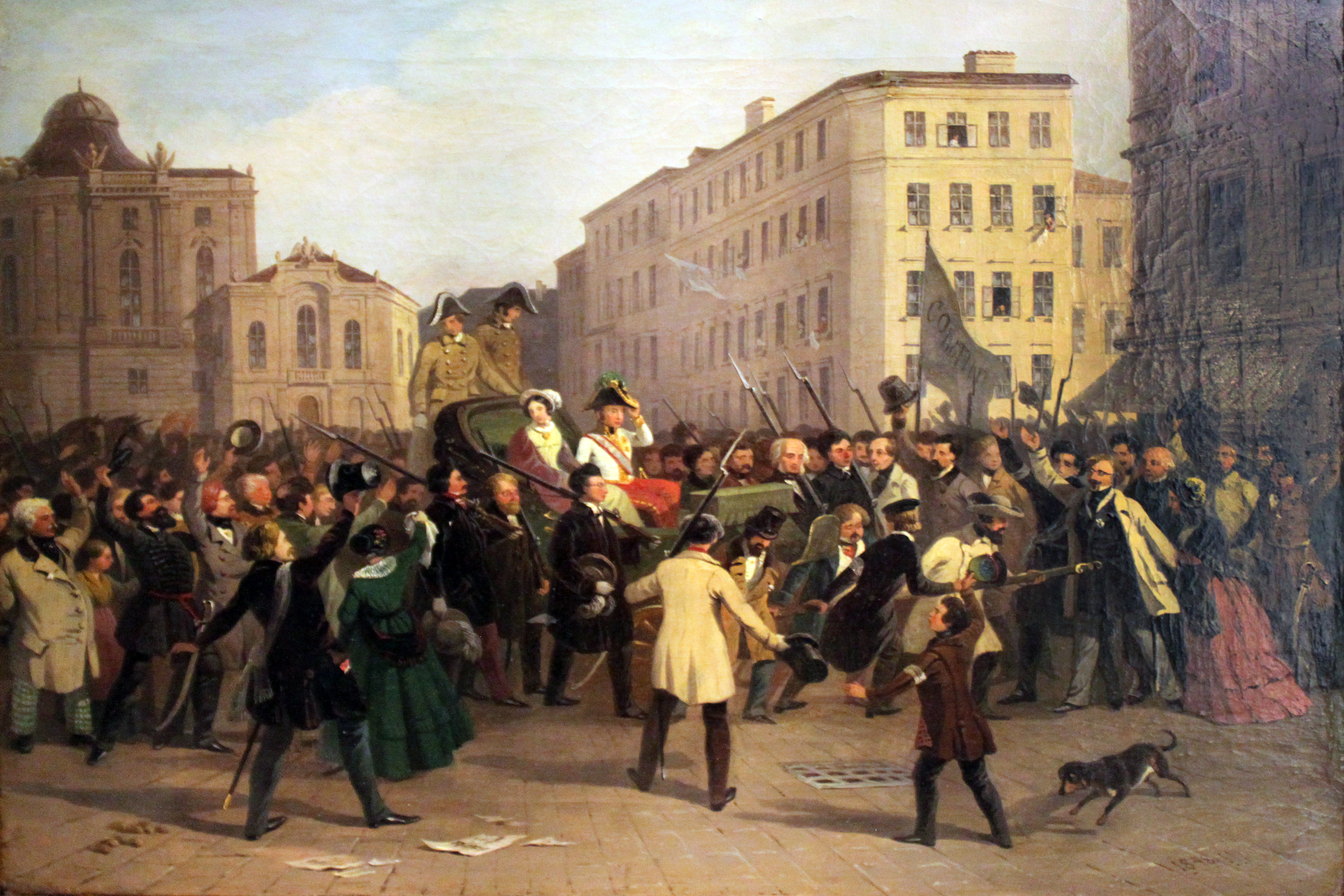
馬車でウィーンを回り、民衆に歓呼の声で迎えられるフェルディナント1世

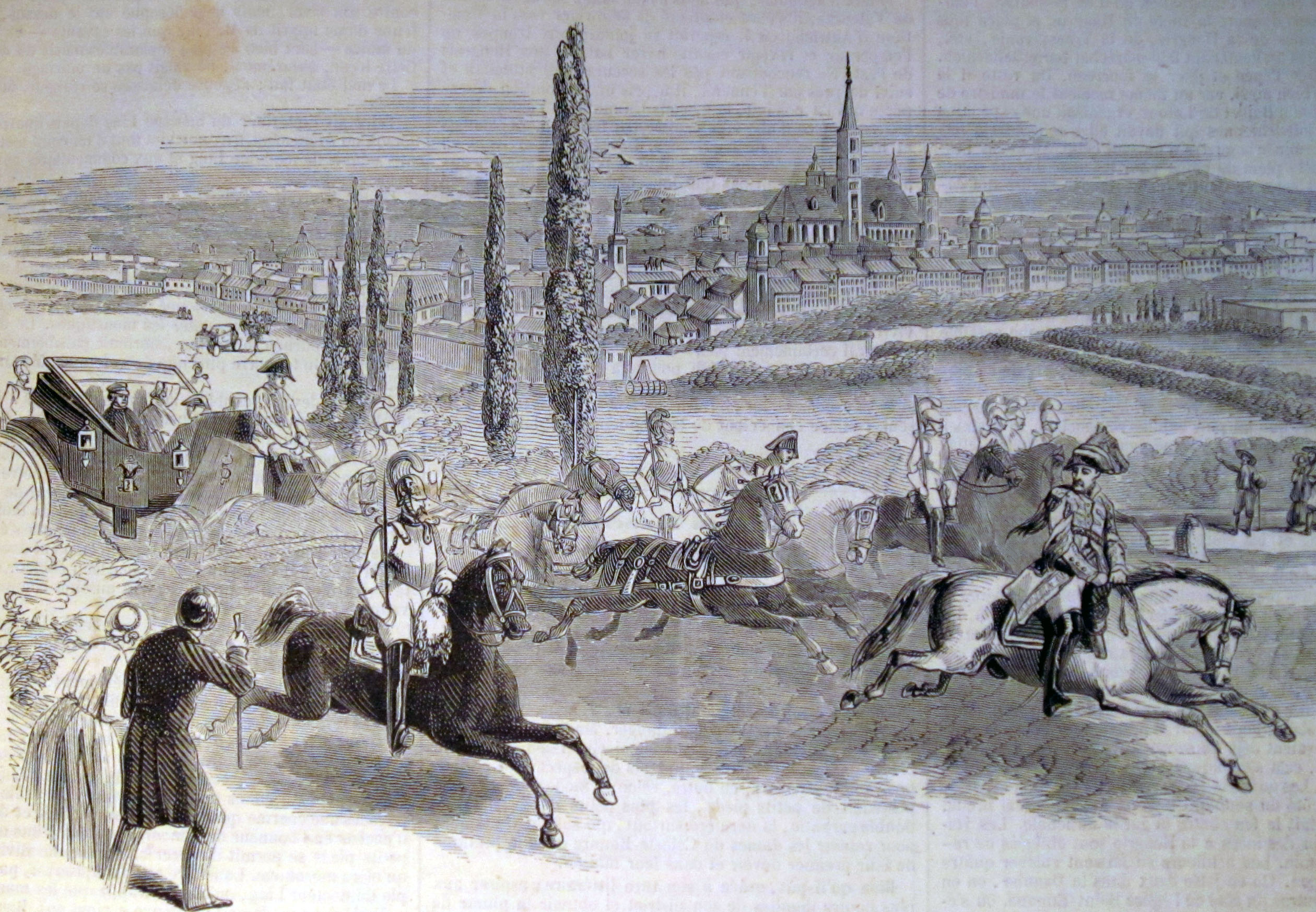
1848年革命下の帝都から逃れる宮廷

1848年に3月革命が勃発すると、メッテルニヒを罷免し、馬車に乗って検閲の廃止や出版の自由を約束して回り、ウィーンの民衆から歓呼の声で迎えられたが、他国で進展する革命の影響もあってウィーンの革命運動も次第に先鋭化していき、最終的には退位を余儀なくされた。
オーストリア帝位継承順位に従えば、すぐ下の弟フランツ・カール大公が子女のないフェルディナントの後継者になるはずだったが、すでに国家会議のメンバーとして旧体制の垢がしみついていたこともあって彼は帝位継承を辞退し、代わってその長男フランツ大公が「フランツ・ヨーゼフ1世」として帝位に即いた。

### 譲位後

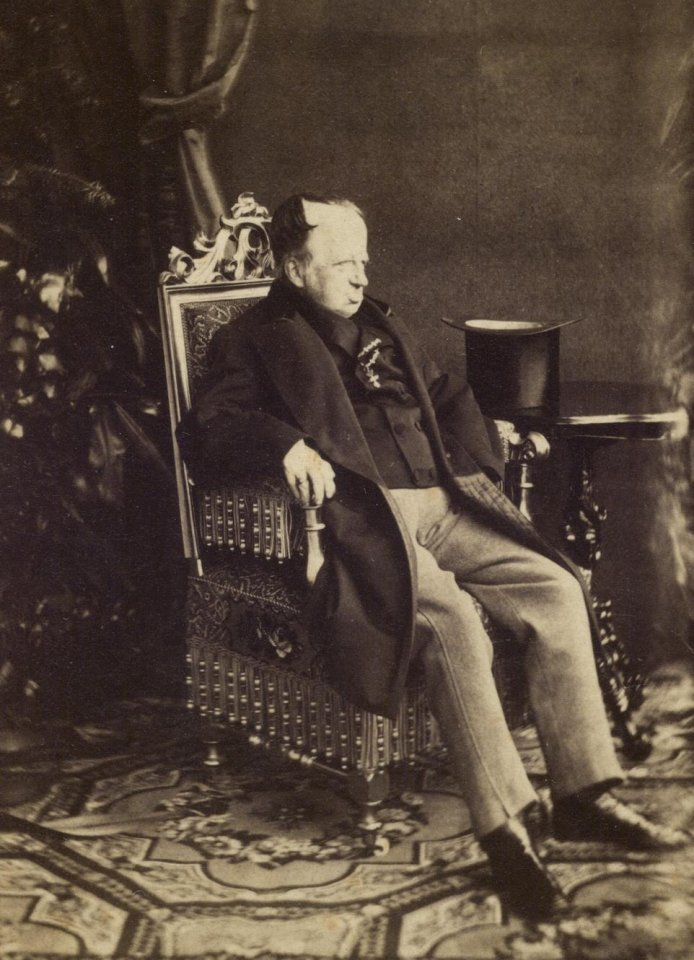
退位後のフェルディナント1世（1860年代）

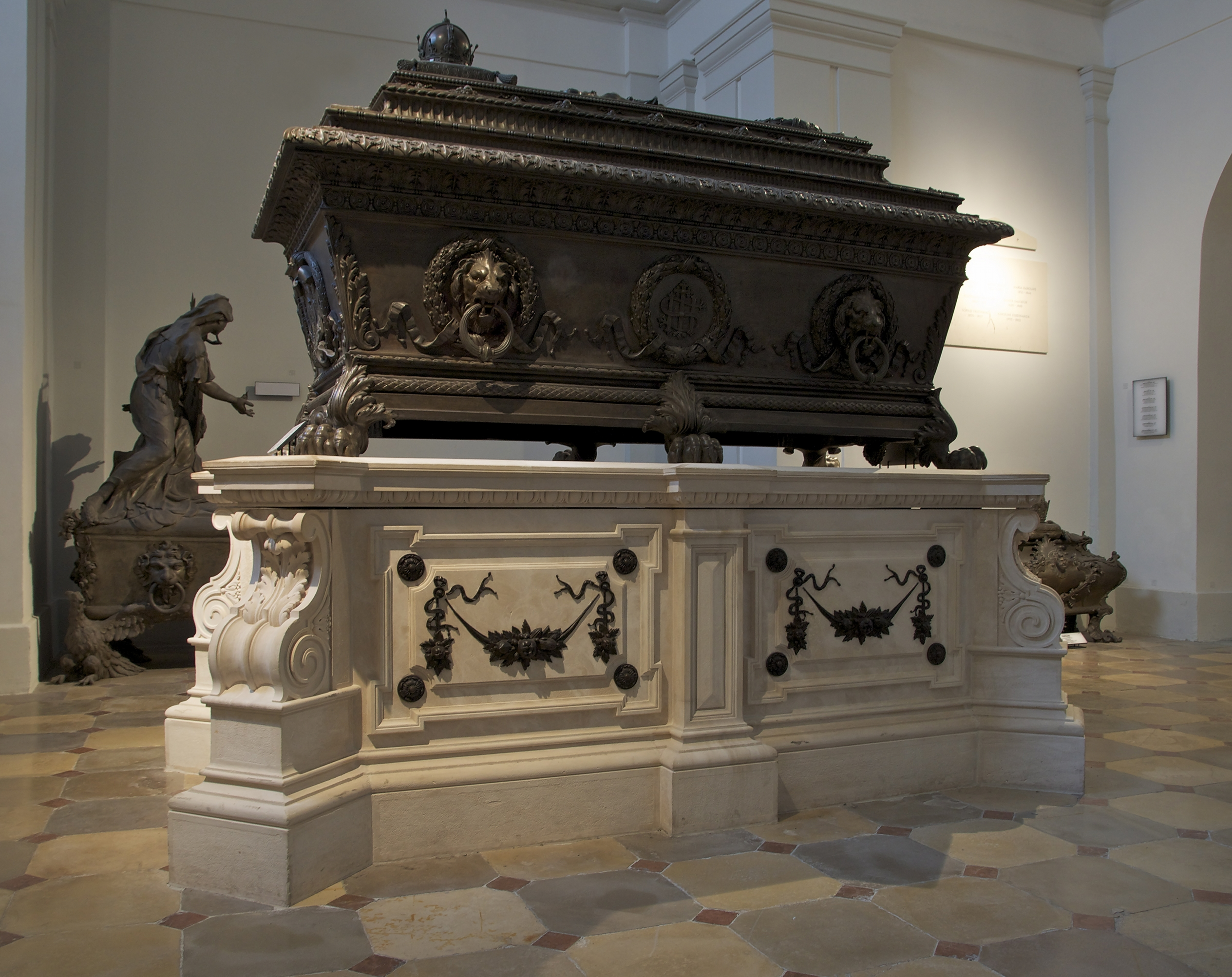
カプツィーナー納骨堂のフェルディナント1世の霊柩

退位後はプラハ城を居城とした。立場から解放されたためか、蒲柳の質にもかかわらず長命を保った。退位後も27年間生き続けて、1875年に82歳の高齢で崩御した。遺骸はウィーンに運ばれてカプツィーナー納骨堂に葬られた。